# Lata ryżu i soli
Lata ryżu i soli (tytuł oryg. The Years of Rice and Salt) – powieść amerykańskiego pisarza Kima Stanleya Robinsona. Powieść ta otrzymała nagrodę Locusa dla najlepszej powieści science fiction w 2003 roku.

## Fabuła
Alternatywna historia, w której punktem zwrotnym  jest Czarna śmierć, która w XIV w. zabija niemal wszystkich mieszkańców Europy. Chrześcijaństwo upada, zaś dominującą rolę na świecie zaczęły odgrywać imperia arabskie i chińskie. Autor maluje panoramę siedmiu wieków owej historii świata aż po czasy współczesne, widziane oczami różnych bohaterów – żołnierzy, niewolników, filozofów, władców. Pisarz porusza kwestie sensu życia i śmierci, wieczności, ludzkich wyborów.